# Mapa cognitivo
Mapa cognitivo, refere-se ao processo pelo qual um organismo cria uma representação mental do ambiente em seu cérebro, atividade que os neurocientistas contemporâneos consideram uma das principais funções cerebrais.
Os mapas, portanto, incluem conceitos e as relações entre esses conceitos, que os indivíduos usam para entender e dar significado ao seu ambiente.
O termo mapa cognitivo é usado de forma bastante genérica para representar possíveis padrões de relações entre conceitos. As palavras e frases que os indivíduos utilizam para expressar ideias ou conceitos em um determinado contexto constituem os blocos para a construção do mapa cognitivo.
Mapas cognitivos são representações, esquemas ou modelos mentais construídos pelos indivíduos a partir de suas interações e aprendizagens em um domínio específico do ambiente, cumprindo a função de dar sentido à realidade e permitindo-lhes lidar com os problemas e desafios que ela apresenta.